# Tarantela
A tarantela (em italiano tarantella) é uma dança popular do Sul da Itália e composição musical, em compasso binário composto, geralmente em modo menor, de caráter vivo e caracterizada pela troca rápida de casais. 
Forma-se um círculo dançante, executado no sentido horário até a música se tornar rápida, quando todos trocam de direção. O ciclo ocorre algumas vezes, eventualmente ficando tão rápido que é muito difícil manter o ritmo. Em geral é conduzida por um cantor central  acompanhado por castanholas e tamborim. 
Muito em voga entre os séculos XIV e XV na região da Campania, Itália, seu nome provém de Taranto, cidade da região da Puglia, no sul da Itália.
Historicamente, a palavra é associada ao tarantismo, tarentismo ou tarantulismo - manifestação de delírio convulsivo atribuída, segundo a crença popular, à substância tóxica inoculada pela Tarântula-do-mediterrâneo (Lycosa tarentula), aranha venenosa muito comum na Europa meridional. Segundo a crença popular, a toxina induziria à dança frenética - daí o nome tarantella.
De todo modo, vocábulos como tarantela, taranta, tarantismo e similares, derivam do nome da cidade de Taranto, raiz linguística comum e mais antiga.
Existem algumas variações regionais da dança - apuliana, napolitana, siciliana e calabresa.